# گلن جردن
گلن جردن (انگلیسی: Glenn Jordan؛ زادهٔ ۵ آوریل ۱۹۳۶) یک کارگردان فیلم اهل ایالات متحده آمریکا است. وی همچنین برنده جوایزی همچون جایزه امی ساعات پربیننده و جایزه انجمن کارگردانان آمریکا شده‌است.

## گزیده فیلم‌شناسی
- بینوایان (۱۹۷۷)
- تنها وقتی می‌خندم (۱۹۸۱)
- سیستم دوستی (۱۹۸۴)
- قول (۱۹۸۶)
- اتوبوسی به نام هوس (۱۹۹۵)